# Rugissement
Le rugissement est le cri de plusieurs espèces de félins du genre Panthera. Ces grands félins (sous-famille des Pantherinae) possèdent au niveau des structures vocales un petit os, l'os hyoïde, qui n'est pas tout à fait rigide et peut vibrer, provoquant le rugissement. Chez les petits félins (sous-famille des Felinae), cet os est rigide et ne peut pas vibrer : ils ne peuvent qu'émettre une plainte proche du miaulement.

## Étymologie et utilisations
Le mot « rugissement » apparaît dès la première moitié du XIIe siècle et est formé du terme « rugir » et du suffixe « -(e)ment » . Le mot « rugir » vient du latin rugire qui signifie « pousser des hurlements de douleur » ou « pousser des rugissements de lion » et a remplacé l'ancienne forme française « ruir(e) » . En anglais, le verbe « roar » viendrait probablement du vieil anglais rarian qui serait un mot issu de l'imitation du rugissement. Un autre cri du tigre : le feulement.

## Anatomie du rugissement

### Ossification de l'os hyoïde
| - Crâne de Lion d'Afrique, montrant l'os hyoïde. Femelle âgée de 8 ans (1988-1996), originaire du zoo de Besançon. Spécimen 2019.4.20, collection du muséum d'histoire naturelle de Bourges. - L'os hyoïde chez le Lion. |

Le degré d'ossification de l'os hyoïde a longtemps été le seul critère pour décider de la possibilité pour les félins de rugir ou de ronronner. Cet os est entièrement ossifié pour toutes les espèces de félins sauf cinq : le Lion, le Tigre, le Jaguar, le Léopard et la Panthère des neiges. Ces cinq espèces ne sont probablement pas capable de ronronner, à l'inverse de l'ensemble des autres espèces de félins. Les cinq espèces du genre Panthera ont une structure de l'os hyoïde très similaire : la partie rostrale des cordes vocales est constituée d'un tapis de tissus fibro-élastiques. Les autres espèces sont formées différemment. La structure incomplètement ossifiée de l'os hyoïde de la Panthère des neiges est la raison pour laquelle elle a pendant longtemps été classée dans un genre à part Uncia.
La capacité à rugir grâce à un os hyoïde peu ou pas ossifié est l'hypothèse historique ayant permis de classer les différentes espèces de félins par Owen puis Pocock en 1916 : il existait les félins « rugissants » (donc non ronronnants) de la sous-famille des Pantherinae et les « non-rugissants » (donc ronronnants) de la sous-famille des Felinae.

### Taille et forme des cordes vocales
En fait seules quatre des cinq espèces du genre Panthera sont capables de rugir, la Panthère des neiges ne rugit pas. L'ossification incomplète de l'os hyoïde n'est donc pas la seule adaptation à l'origine du rugissement, il y a aussi la taille de la cavité vocale (plus grande chez espèces rugissantes) et la forme des cordes vocales, carrées ou rectangulaires chez le Lion, le Tigre, le Jaguar et le Léopard, triangulaires chez la Panthère des neiges comme chez les autres mammifères (dont les félins non rugissants). Cette différence de forme se traduit en une différence substantielle du spectrogramme des cris.

## Éthologie
Chez le tigre, les rugissements peuvent s'entendre à trois kilomètres de distance. Ils sont généralement utilisés pour signaler leur présence aux femelles et aux tigres de passage, mais peuvent parfois indiquer que la chasse a été couronnée de succès
Chez le lion, animal social dont la communication est plus développée que pour les autres félins, le rugissement a diverses significations, selon la situation dans laquelle il est employé. Rugir est employé pour délimiter le territoire, appeler les autres membres du groupe, intimider les rivaux et renforcer le lien « familial » entre les membres du groupe. Les rugissements du mâle sont plus forts et plus profonds que ceux de la femelle. Par une nuit claire, il peut être entendu jusqu'à cinq kilomètres de distance.
Le jaguar rugit pour mettre en garde à distance les autres individus sur les questions territoriales et d'accouplement. Le mâle peut le faire avec plus de force que la femelle. Des épisodes intenses d'échanges entre les individus ont déjà été observés dans la nature.